# 존 앰블러

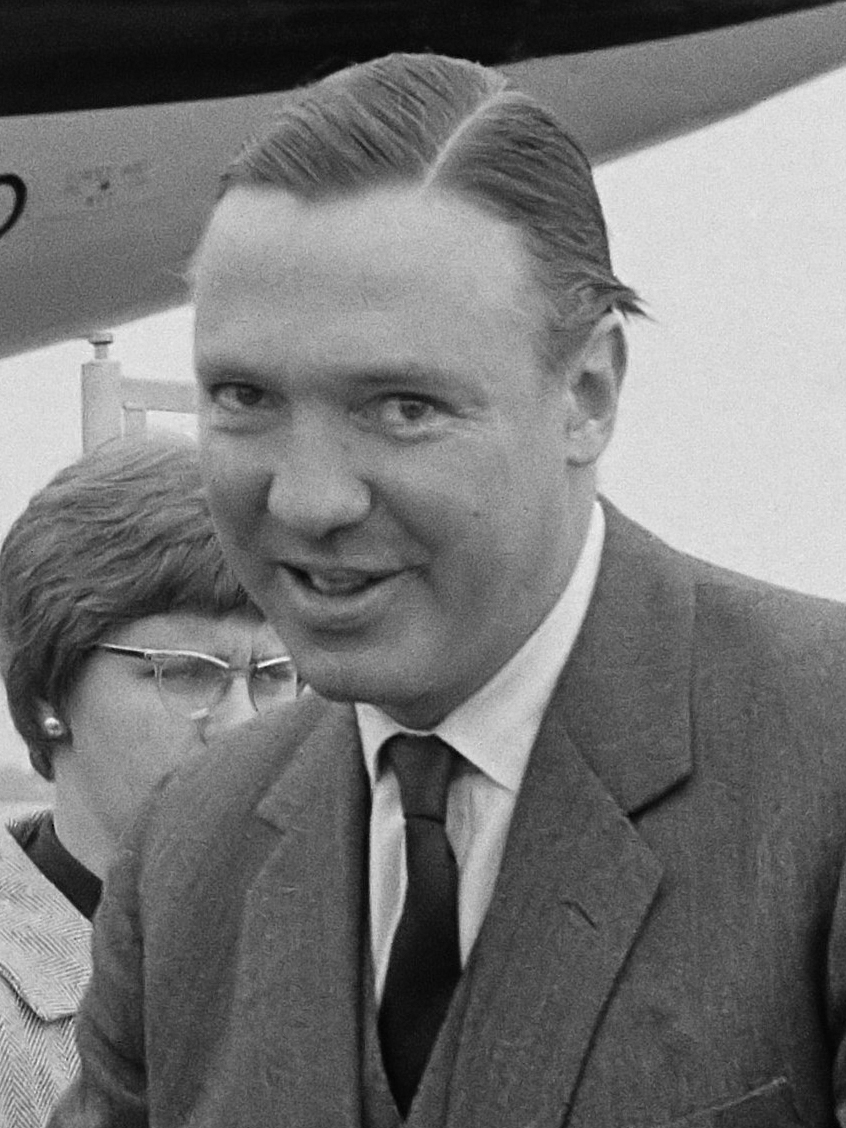
존 앰블러

존 케네스 앰블러(영어: John Kenneth Ambler, 1924년 6월 6일 ~ 2008년 5월 31일)는 스웨덴 공주 마르가레타와 결혼한 영국 사업가였다.